# بيدفورد (بنسلفانيا)
بيدفورد (بالإنجليزية: Bedford borough, Pennsylvania)‏ هي منطقة سكنية تقع بولاية بنسلفانيا في الولايات المتحدة. تبلغ مساحتها 2.88 كم2، وترتفع عن سطح البحر 335.28000000000003 م، بلغ عدد سكانها 2,841 نسمة في عام 2010 حسب إحصاء مكتب تعداد الولايات المتحدة وتصل الكثافة السكانية فيها 986.5 نسمة لكل كيلومتر مربع (2,555.0/ميل2).

## التركيبة السكانية
حدّد مكتب تعداد الولايات المتحدة بيانات التركيبة السكانية لبيدفورد في تعداد الولايات المتحدة. في ما يلي، التركيبة السكانية حسب تعدادي 2000 و2010.

### تعداد عام 2000
بلغ عدد سكان بيدفورد 3,141 نسمة بحسب تعداد عام 2000، وبلغ عدد الأسر 1,536 أسرة وعدد العائلات 833 عائلة مقيمة في المنطقة السكنية. في حين سجلت الكثافة السكانية 1,090.6 نسمة لكل كيلومتر مربع (2,824.6/ميل2). وبلغ عدد الوحدات السكنية 1,640 وحدة بمتوسط كثافة قدره 569.4 لكل كيلومتر مربع (1,474.7/ميل2).
وتوزع التركيب العرقي للمنطقة السكنية بنسبة 97.71% من البيض و0.51% من الأمريكيين الأفارقة و0.06% من الأمريكيين الأصليين و0.76% من الأمريكيين ذوي الأصول الآسيوية و0.10% من سكان جزر المحيط الهادئ و0.13% من الأعراق الأخرى و0.73% من عرقين مختلطين أو أكثر و0.80% من الهسبانيون أو اللاتينيون من أي عرق.
بلغ عدد الأسر 1,536 أسرة كانت نسبة 22.5% منها لديها أطفال تحت سن الثامنة عشر تعيش معهم، وبلغت نسبة الأزواج القاطنين مع بعضهم البعض 42.3% من أصل المجموع الكلي للأسر، ونسبة 9.6% من الأسر كان لديها معيلات من الإناث دون وجود شريك، بينما كانت نسبة 2.4% من الأسر لديها معيلون من الذكور دون وجود شريكة وكانت نسبة 45.8% من غير العائلات. تألفت نسبة 40.5% من أصل جميع الأسر من عدة أفراد يعيشون في نفس المنزل ونسبة 19.7% كانت تتألف من شخص يعيش بمفرده يبلغ من العمر 65 عاماً أو أكثر. وبلغ متوسط حجم الأسرة المعيشية 2.04، أما متوسط حجم العائلات فبلغ 2.76.
بلغ العمر الوسطي للسكان 43.4 عاماً. وكانت نسبة 18.8% من القاطنين تحت سن الثامنة عشر، وكانت نسبة 7.5% بين الثامنة عشر والرابعة والعشرين عاماً، ونسبة 25.9% كانت واقعةً في الفئة العمرية ما بين الخامسة والعشرين والرابعة والأربعين عاماً، ونسبة 24.6% كانت ما بين الخامسة والأربعين والرابعة والستين، ونسبة 22.7% كانت ضمن فئة الخامسة والستين عاماً فما فوق. يوجد لكل 100 أنثى 80.6 ذكر، ويوجد لكل 100 أنثى في الثامنة عشر من عمرها فما فوق 77.3 ذكر.
بلغ متوسط دخل الأسرة في المنطقة السكنية 28,549 دولارًا، أما متوسط دخل العائلة فبلغ 39,122 دولارًا. وكان متوسط دخل الذكور 29,148 دولارًا مقابل 21,375 دولارًا للإناث. وسجل دخل الفرد الخاص بالمنطقة السكنية 18,028 دولارًا. وكانت نسبة 8.5% من العائلات ونسبة 11.9% من السكان تحت خط الفقر، وكان من هؤلاء نسبة 12.5% تحت سن الثامنة عشر ونسبة 7.7% في الخامسة والستين من العمر وما فوق.

### تعداد عام 2010
بلغ عدد سكان بيدفورد 2,841 نسمة بحسب تعداد عام 2010، وبلغ عدد الأسر 1,494 أسرة وعدد العائلات 716 عائلة مقيمة في المنطقة السكنية. في حين سجلت الكثافة السكانية 986.5 نسمة لكل كيلومتر مربع (2,555.0/ميل2). وبلغ عدد الوحدات السكنية 1,676 وحدة بمتوسط كثافة قدره 581.9 لكل كيلومتر مربع (1,507.1/ميل2).
وتوزع التركيب العرقي للمنطقة السكنية بنسبة 96.13% من البيض و1.16% من الأمريكيين الأفارقة و0.07% من الأمريكيين الأصليين و0.53% من الأمريكيين ذوي الأصول الآسيوية و0.60% من الأعراق الأخرى و1.51% من عرقين مختلطين أو أكثر و2.01% من الهسبانيون أو اللاتينيون من أي عرق.
بلغ عدد الأسر 1,494 أسرة كانت نسبة 18.8% منها لديها أطفال تحت سن الثامنة عشر تعيش معهم، وبلغت نسبة الأزواج القاطنين مع بعضهم البعض 35.3% من أصل المجموع الكلي للأسر، ونسبة 9% من الأسر كان لديها معيلات من الإناث دون وجود شريك، بينما كانت نسبة 3.7% من الأسر لديها معيلون من الذكور دون وجود شريكة وكانت نسبة 52.1% من غير العائلات. تألفت نسبة 46.2% من أصل جميع الأسر من عدة أفراد يعيشون في نفس المنزل ونسبة 21.1% كانت تتألف من شخص يعيش بمفرده يبلغ من العمر 65 عاماً أو أكثر. وبلغ متوسط حجم الأسرة المعيشية 1.90، أما متوسط حجم العائلات فبلغ 2.66.
بلغ العمر الوسطي للسكان 48.8 عاماً. وكانت نسبة 17.2% من القاطنين تحت سن الثامنة عشر، وكانت نسبة 6.8% بين الثامنة عشر والرابعة والعشرين عاماً، ونسبة 22% كانت واقعةً في الفئة العمرية ما بين الخامسة والعشرين والرابعة والأربعين عاماً، ونسبة 28.8% كانت ما بين الخامسة والأربعين والرابعة والستين، ونسبة 25.2% كانت ضمن فئة الخامسة والستين عاماً فما فوق. وتوزع التركيب الجنسي للسكان بنسبة 46% ذكور و54% إناث.

## وصلات خارجية
- الموقع الرسمي